# Parti de la patrie allemande
 (février 2025).
Le Parti de la patrie allemande (en allemand : Deutsche Vaterlandspartei, abrégé en DVLP) était un parti politique d’extrême droite éphémère, opérant au sein de l’Empire allemand lors des ultimes phases de la Première Guerre mondiale. Ce parti se distingua par son rejet formel de la résolution de paix adoptée par le Reichstag en juillet 1917, laquelle plaidait pour une cessation des hostilités négociée, exempte de toute revendication territoriale ou annexion. Cette organisation est tenue pour l’une des premières tentatives de rapprochement et de connivence entre les tenants de la droite traditionnelle, caractéristiques de l’ère wilhelmienne, et les nationalistes fervents d’extrême droite, dont l’influence allait s’affermir durant l’entre-deux-guerres. À cet égard, le Parti de la Patrie se présente comme un jalon significatif dans l’émergence de cette convergence idéologique. Le parti s’inscrivait dans un contexte marqué par une exacerbation des sentiments bellicistes et nationalistes, opposant un refus catégorique aux initiatives perçues comme susceptibles de compromettre l’honneur ou l’intégrité territoriale de l’Empire allemand. Par cette posture intransigeante, il s’érigeait en défenseur d’une vision exaltée et intransigeante de la patrie, tout en attirant à lui une myriade d’éléments divers, issus tant des milieux conservateurs que des franges plus radicales.

## Histoire

### Fondation
Le Parti de la Patrie allemande, adossé à la Ligue pangermanique, fut institué le 2 septembre 1917 sous les auspices de Heinrich Claß, August von Dönhoff, Alfred von Tirpitz et Wolfgang Kapp. Cette création fut révélée au grand jour le 9 septembre suivant par le truchement d’annonces publiées dans divers journaux. L’émergence de cette formation politique suscita des réactions disparates parmi les partis bourgeois établis. Tandis que nombre de formations conservatrices accueillirent son avènement avec faveur, le comité directeur du Parti national-libéral proposa d’entreprendre une collaboration avec le Parti de la Patrie, laissant à ses membres toute latitude pour s’y affilier. À rebours, le Parti populaire progressiste, représentant une gauche libérale qui perdit un contingent significatif de ses adhérents au profit du DVLP, rejeta formellement toute coopération. Quant au Parti du Centre catholique (Zentrum), il enjoignit, dès le 12 octobre 1917, à ses membres de s’abstenir de prêter leur concours au DVLP. Cette injonction reflétait la position prudente et circonspecte qu’il convenait d’adopter face à cette nouvelle entité politique.

### Dissolution
La Révolution de Novembre marqua indubitablement la cessation de l'existence effective du Deutsche Vaterlandspartei (DVLP). Le comité directeur, convoqué à nouveau le 28 novembre, délibéra en faveur de l’interruption de toute « activité publique ». Il fut de surcroît enjoint aux membres de militer pour la convocation diligente d'une assemblée nationale, de concourir au rassemblement des « forces nationales » et, dans l'intervalle, de prêter allégeance au Conseil des députés du peuple en vue de « maintenir l'ordre ». En définitive, le 10 décembre 1918, le Comité du Reich du DVLP, réduit alors à une vingtaine d'âmes seulement, statua sur la dissolution du parti. À cette occasion, il fut institué un comité de liquidation, composé de trois membres, chargé d'assurer la dévolution des biens du parti au Parti national populaire allemand (DNVP). Cette transmission patrimoniale trouva son achèvement le 1er février 1919.

### Influence ultérieure
Durant la Première Guerre mondiale, Anton Drexler s’associa au Parti de la Patrie allemande, une formation politique créée dans le dessein de soutenir l’effort de guerre et de galvaniser l’esprit patriotique. Postérieurement à l’armistice de 1918, Drexler entreprit la fondation d’une organisation semblable : le Parti des travailleurs allemands. Cette entité, par un concours de circonstances et d’évolutions internes, se transmutera en Parti national-socialiste des travailleurs allemands, mieux connu sous l’appellation de Parti nazi, lequel accèdera aux commandes de l’État en janvier 1933 sous l’égide d’Adolf Hitler. L’universitaire allemand Dirk Stegmann, dans ses analyses, conclut que le Parti de la Patrie relevait d’une tendance pré- ou proto-fasciste, argument qu’il étaye en s’appuyant sur l’implication d’Anton Drexler au sein de ladite organisation. Cependant, cette position demeure âprement débattue dans les cercles historiographiques. En 1997, le chercheur Heinz Hagenlücke proposa une interprétation divergente, arguant que ce parti avait été conçu de manière explicite en tant que formation politique, et non point comme un mouvement populaire. Hagenlücke souligna que les adhérents du Parti de la Patrie reflétaient l’archétype de la haute société wilhelmienne, en contraste avec les organisations de la République de Weimar, lesquelles recrutaient principalement dans les strates sociologiques de la petite bourgeoisie, des soldats démobilisés et de la jeunesse prolétarienne.

## Idéologie

### Positions politiques
Le Parti de la Patrie regroupait les factions politiques pangermanistes, nationaux-libérales, conservatrices, nationalistes, populistes, antisémites et völkisch, unifiées dans leur réprobation véhémente à l’encontre de la résolution pacificatrice adoptée par le Reichstag en juillet de l’année 1917. Cette formation joua un rôle prépondérant dans l’éclosion et la propagation du mythe du « coup de poignard dans le dos », ainsi que dans l’avilissement et la stigmatisation de divers hommes d’État, infâmés sous l’appellation de « criminels de novembre ».
Le Parti de la Patrie, ardemment attaché à des principes monarchiques, se signalait par son adhésion sans équivoque aux initiatives belliqueuses de l'empereur allemand Guillaume II.
Le militarisme joua un rôle primordial et prééminent au sein du parti. Durant les mois de mars et d’avril 1915, l’amiral Alfred von Tirpitz déclara avec une véhémence certaine que l’unique entrave à la victoire de l’Allemagne dans le conflit résidait dans l’inefficacité du gouvernement exercé par le chancelier Bethmann-Hollweg et l’empereur Guillaume II. Selon ses assertions, leur leadership déficient constituait un obstacle insurmontable à la réalisation des objectifs stratégiques. En réponse à ce qu'il considérait comme une crise de gouvernance, Tirpitz conçut un dessein audacieux : le chancelier serait destitué, et la chancellerie elle-même abolie ; l’empereur abdiquerait, quoique de manière qualifiée et prétendument temporaire ; enfin, le poste inédit de dictateur du Reich serait créé et confié au Generalfeldmarschall Paul von Hindenburg. Ce dernier se verrait dès lors investi de l’intégralité des pouvoirs politiques et militaires, concentrés en sa seule personne, afin de mener l’Allemagne à la victoire. Ces conceptions radicales trouvèrent un écho favorable et persistant auprès du Parti de la Patrie (Vaterlandspartei), dont les membres les plus zélés plaidèrent, en coulisses, pour un coup de force à l’encontre du gouvernement en place. Certains proposèrent même que Hindenburg, épaulé par Ludendorff, dirigeât un tel soulèvement, n’excluant point l’idée d’un renversement de l’empereur lui-même si cela s’avérait nécessaire.
Bien que le plan Tirpitz n’eût point été mis à exécution, le simple fait qu’il fût évoqué témoigna de l’ampleur de l’insatisfaction militaire à l’égard des autorités établies, ainsi que de la puissance de cet « État dans l’État ». En effet, Tirpitz ne fut point châtié, bien qu’il eût pour ainsi dire plaidé en faveur de la destitution de l’empereur. En août 1916, l’Allemagne s’en vint à devenir une dictature militaire de fait, sous l’égide du duumvirat constitué du Generalfeldmarschall Hindenburg et du Generalquartiermeister Ludendorff, lesquels exercèrent leur pouvoir sans partage jusqu’en 1918. Durant cette période, que l’on désigne comme le règne de la « dictature silencieuse » de Hindenburg et Ludendorff, le gouvernement allemand préconisa un ensemble d’objectifs de guerre impérialistes. Ces desseins visaient à l’annexion de vastes pans de l’Europe et de l’Afrique et, en maints égards, présentaient un prototype des ambitions bellicistes formulées lors de la Seconde Guerre mondiale.

### Objectifs de la politique étrangère

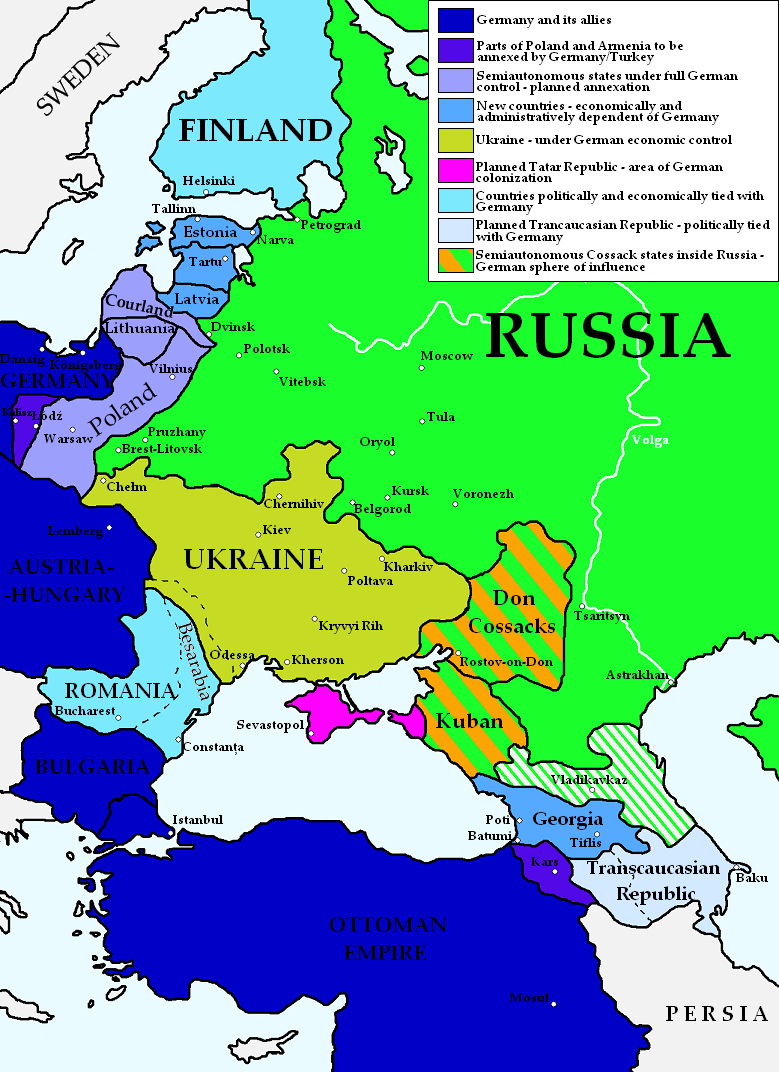
Carte présumée des projets allemands pour un nouvel ordre politique en Europe centrale et orientale

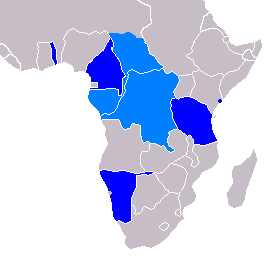
Résultat possible d'une victoire allemande en Afrique avec les possessions allemandes d'avant la Première Guerre mondiale en bleu foncé et les gains en bleu moyen

Le dessein avoué de l’existence du Parti de la Patrie résidait dans l’achèvement de la guerre avec éclat et la garantie d’une « paix germanique ». Dès le 24 septembre 1917, l’amiral Tirpitz avait réclamé une « résolution adéquate à la question belge », l’assurance de « voies maritimes libres et préservées », une « compensation matérielle » et une « place au soleil » assurée pour l’Allemagne. Dans les mois subséquents, de nouvelles idées vinrent s’agréger à ce programme initial. Ces pensées, teintées de bellicisme et d’un esprit conquérant, s’affinèrent au fil du temps, : 
- Annexion du Luxembourg, de la Belgique, de Briey et des bassins minéralisés de Longwy.
- Les Pays-Bas devraient se rapprocher de l’Allemagne tout en évitant toute apparence de coercition (jusqu’à l’annexion)
- États tampons créés sur des territoires détachés de l'Empire russe occidental, comme la Pologne et les États baltes, qui resteraient sous souveraineté allemande
- L’empire colonial allemand devait s’étendre. Les possessions allemandes en Afrique seraient élargies pour créer une colonie allemande contiguë à travers l'Afrique centrale
- « Liberté des mers » – dans le sens où la flotte allemande doit être en mesure de sauvegarder les « intérêts allemands » dans le monde entier
- La France doit payer une indemnité de guerre de 10 milliards de marks allemands, avec des paiements supplémentaires pour couvrir les fonds des anciens combattants et pour rembourser la totalité de la dette nationale existante de l'Allemagne.
- La France va désarmer partiellement en démolissant ses forts du nord

Les objectifs militaires du DVLP furent minutieusement concertés au fil de chaque occasion qui se présenta, lors de « maintes réunions », où un flot incessant de déclarations, de pétitions, de missives, de revendications et de télégrammes furent adressés au Kaiser, au gouvernement impérial, au Reichstag, au commandement suprême des armées et à l’opinion publique. Ces échanges, à la fois abondants et variés, furent largement diffusés et prirent un tour de plus en plus populaire, devenant ainsi largement connus et largement popularisés.

### Neutralité nationale
Au cours des premiers mois de son existence, le DVLP s'est attaché à souligner de manière récurrente son caractère « national » et sa prétendue impartialité politique à l'intérieur même du Reich. Dans le « Grand Appel » adressé à ses membres et sympathisants, encore faiblement dissimulé, une incitation à se soulever contre la réforme électorale prussienne, la parlementarisation de la politique impériale et l'engagement du gouvernement dans la ligne du DVLP fut supprimée le 24 septembre 1917, sans qu'aucun commentaire ne vienne l'éclairer. Le parti s’engagea alors à ne point présenter de candidats à l'élection du Reichstag et à faire cesser le « conflit interne » jusqu’à la fin de la guerre. Toutefois, cette démonstration de désintérêt ne s'avérait être qu’une stratégie tactique découlant du dessein politique du DVLP. L'objectif politique interne majeur des dirigeants du parti était incontestablement de contraindre à la dissolution du Reichstag par le biais de pressions extraparlementaires. Cet objectif était justifié par un argument populiste et faussement démocratique, selon lequel le Parlement ne représentait plus la « volonté du peuple ».

## Organisation

### Direction
Les dirigeants du parti étaient Wolfgang Kapp, lequel jouerait par la suite un rôle prépondérant dans le coup d'État avorté de 1920, connu sous l'appellation de putsch de Kapp, et l'amiral Alfred von Tirpitz, ministre de la Marine et chef du mouvement d'après-guerre. Walter Nicolai, directeur des services secrets militaires, apporta également son soutien à cette entreprise. Parmi les personnalités de premier plan, on comptait Alfred Hugenberg, baron des médias, ainsi que le duc Jean-Albert de Mecklembourg, lequel fut désigné « président honoraire ». Le groupe comprenait nombre d’industriels de grande envergure, de puissants propriétaires terriens, ainsi que des responsables de fédérations patronales, dont Georg Wilhelm von Siemens, Carl Duisberg, Ernst von Borsig, Hugo Stinnes, Emil Kirdorf et Hermann Röchling. On y trouvait aussi des érudits des sciences humaines, à l’instar d’Eduard Meyer.
Le Parti de la Patrie organisa deux congrès (le 24 septembre 1917 et le 19 avril 1918 à Berlin). Le statut du parti ne prévoyait point de procédure de délégation, et chaque membre du parti avait la possibilité de participer aux congrès, lesquels n'étaient guère que de simples forums d'acclamation. Un Comité spécial convoqua un congrès du parti. Par ailleurs, un Comité du Reich se composait du Comité exécutif, du Comité restreint, ainsi que de 50 personnes désignées par le congrès, bien qu'il ne se soit réuni que trois fois. Outre Tirpitz, Johann Albrecht et Kapp, la direction du DVLP se trouvait formée des individus suivants : Gottfried Traub, August Rumpf, Heinrich Beythien, Carl Pfeiffer, Lambert Brockmann, Wilhelm von Siemens, Dietrich Schäfer, Franz von Reichenau, Ernst Schweckendieck, Otto Hoffmann, Ulrich von Hassell et Stephan von Nieber. Le comité exécutif du parti DVLP jouissait d'une position prééminente, presque autonome, dans la mesure où il ne pouvait être modifié de l'intérieur du parti et était en droit de nommer de nouveaux membres en cas de nécessité. Les décisions étaient prises en cercle restreint ; selon le statut, le comité était réputé avoir quorum lorsque deux de ses membres (trois, à partir d'avril 1918) étaient présents. Le Comité spécial, aboli en avril 1918, était alors constitué des huit personnes désignées en septembre 1917.

### Source de financement
L'influence politique du Parti atteignit son apogée au cours de l'été de l'an 1918, époque où il comptait environ 1 250 000. Il existait des liens profonds entre le Parti de la Patrie et le Commandement Suprême de l'Armée (Oberste Heeresleitung), l'armée constituant la principale source de financement du mouvement, et cet appui se manifestait notamment par des déclarations émanant du parti, publiées dans l'organe officiel de l'armée, le Militär-Wochenblatt. Nombreux furent les anciens officiers qui se joignirent au DVLP, bien que ceux en activité fussent interdits de participer à une organisation politique. Le parti fut officiellement dissous lors de la Révolution allemande, le 10 décembre 1918. La plupart de ses membres se rallièrent ensuite au Parti Populaire national Allemand (DNVP), principale formation politique national-conservatrice de la République de Weimar. Avant l'ascension du parti nazi, il était considéré comme le principal parti conservateur et nationaliste de l'Allemagne durant la période de la République de Weimar.
À la tête du siège du parti, considérablement plus vaste, avec ses neuf derniers départements et jusqu’à 137 employés, se tenaient (l’un après l’autre) les intimes confidents de Kapp, à savoir Georg Wilhelm Schiele, Franz Ferdinand Eiffe et Konrad Scherer. D’énormes sommes d’argent furent allouées à l’entretien et aux activités de l’appareil du parti DVLP, ce qui était fort rare parmi les autres partis de l’époque. De surcroît, ce dernier assurait gratuitement la distribution de la majeure partie de sa littérature ainsi que de son matériel de propagande. Cette dépense colossale ne saurait être couverte uniquement par les cotisations des membres ou les dons occasionnels. Au seul printemps de l’année 1918, la somme des dépenses initialement non couvertes s’élevait, en moyenne, à 142 000 marks par mois.
Outre l'appui de la Ligue pangermanique, le Parti de la Patrie bénéficia également du concours d'un certain nombre d'organisations nationalistes et de groupes de pression. Parmi celles-ci figuraient l'Association allemande des marches de l'Est, la Ligue navale allemande, la Société coloniale allemande, l'Organisation antisémite allemande et la Ligue de défense. Ces entités en sont venues à être désignées sous le vocable collectif de Verbände nationale.

### Infrastructures du parti
La direction centrale du DVLP se trouvait implantée à Berlin, et se scindait en associations régionales, de district et locales, réparties selon les niveaux moyen et inférieur. À la fin de l'année 1917, le quartier général berlinois du DVLP comptait près de cent cinquante membres. Conformément aux statuts établis, des associations d’État, de district et locales furent fondées en fonction des nécessités. Les associations locales n’étaient habilitées à communiquer avec l’exécutif du parti que par l’intermédiaire des associations d’État. Quant aux associations de district, leur intervention n'était requise qu'en cas de nécessité, et elles ne possédaient aucun membre propre, se bornant à remplir des fonctions administratives pour les associations régionales. En juillet 1918, l'Allemagne comptait trente-deux associations d’État, deux cent trente-sept associations de district et deux mille cinq cent trente-six associations locales.

### Adhésion
Selon des informations provenant de sources internes, le DVLP dénombrait environ 450 000 membres en mars 1918, un nombre qui s’élevait à 1 250 000 au mois de juillet, avant de chuter à 800 000 en septembre de la même année. Toutefois, ces chiffres sont généralement considérés comme exagérés, bien que l’on suppose qu’une part importante de ces membres était affiliée à des clubs et associations qualifiés de « patriotiques » en lien avec le Parti de la Patrie. Il est également avéré que plusieurs hauts fonctionnaires, parmi lesquels figuraient les présidents du gouvernement prussien, ont contraint le personnel des administrations qu’ils supervisaient à se joindre au parti. Ce dernier fit de grands efforts pour rallier les ouvriers, particulièrement après la grève de janvier. Une instruction, précédemment adressée aux porte-parole du parti, précisait que l’ouvrier « doit comprendre qu’en adhérant à notre parti, il œuvre pour son propre bien, car notre mouvement défend avant tout les intérêts des travailleurs, en promouvant une paix qui garantit notre avenir économique. » Dès janvier 1918, le parti revendiquait officiellement l’adhésion de plus de 290 000 « travailleurs inscrits » parmi ses rangs.